# Psychoglypha rossi
Psychoglypha rossi är en nattsländeart som beskrevs av Schmid 1952. Psychoglypha rossi ingår i släktet Psychoglypha och familjen husmasknattsländor. Inga underarter finns listade i Catalogue of Life.